# فرقة لوفتفافه الميدانية الثالثة
فرقة لوفتفافه الميدانية الثالثة (بالألمانية: 6.Luftwaffen-Feld-Division)‏ Luftwaffen-Feld-Division) كانت فرقة مشاة من للوفتفافه التابعة للفيرماخت التي قاتلت في الحرب العالمية الثانية. تم تشكيلها باستخدام الطاقم الأرضي الفائض من لوفتفافه وخدم على الجبهة الشرقية من أواخر عام 1942 إلى أوائل عام 1944 في ذلك الوقت تم حلها.

## القادة
روبرت بيستوريوس (سبتمبر 1942 - يناير 1944).